# Solar Power Tour
Il Solar Power Tour è stato il terzo tour musicale della cantautrice neozelandese Lorde, in supporto del suo terzo album in studio Solar Power (2021).

## Scaletta
Questa è la scaletta del concerto del 20 aprile 2022 a Filadelfia. Non è pertanto rappresentativa di tutti i concerti.
1. Leader of a New Regime
2. Homemade Dynamite
3. Buzzcut Season
4. Stoned at the Nail Salon
5. Fallen Fruit
6. The Path
7. California
8. Ribs
9. The Louvre
10. Dominoes
11. Hard Feelings/Loveless
12. Liability
13. Secrets From a Girl (Who’s Seen It All)
14. Mood Ring
15. Sober
16. Supercut
17. Perfect Places
18. Solar Power
19. Green Light
20. Oceanic Feeling
21. 400 Lux
22. Royals
23. Team

## Date del tour
| Data              | Città                 | Stato         | Luogo                               | Artisti d'apertura          |
| Nord America      | Nord America          | Nord America  | Nord America                        | Nord America                |
| ----------------- | --------------------- | ------------- | ----------------------------------- | --------------------------- |
| 3 aprile 2022     | Nashville             | Stati Uniti   | Grand Ole Opry House                | Remi Wolf                   |
| 5 aprile 2022     | Detroit               | Stati Uniti   | Masonic Theater                     | Remi Wolf                   |
| 7 aprile 2022     | Montréal              | Canada        | Salle Wilfrid-Pelletier             | Remi Wolf                   |
| 8 aprile 2022     | Toronto               | Canada        | Meridian Hall                       | Remi Wolf                   |
| 9 aprile 2022     | Toronto               | Canada        | Meridian Hall                       | Remi Wolf                   |
| 12 aprile 2022    | Boston                | Stati Uniti   | Wang Theatre                        | Remi Wolf                   |
| 13 aprile 2022    | Boston                | Stati Uniti   | Wang Theatre                        | Remi Wolf                   |
| 18 aprile 2022    | New York              | Stati Uniti   | Radio City Music Hall               | Remi Wolf                   |
| 19 aprile 2022    | New York              | Stati Uniti   | Radio City Music Hall               | Remi Wolf                   |
| 20 aprile 2022    | Filadelfia            | Stati Uniti   | The Met                             | Remi Wolf                   |
| 22 aprile 2022    | Chicago               | Stati Uniti   | Chicago Theatre                     | Remi Wolf                   |
| 23 aprile 2022    | Chicago               | Stati Uniti   | Chicago Theatre                     | Remi Wolf                   |
| 25 aprile 2022    | Minneapolis           | Stati Uniti   | The Armory                          | Remi Wolf                   |
| 27 aprile 2022    | Denver                | Stati Uniti   | Mission Ballroom                    | Remi Wolf                   |
| 30 aprile 2022    | Seattle               | Stati Uniti   | WaMu Theatre                        | Remi Wolf                   |
| 1º maggio 2022    | Portland              | Stati Uniti   | Theater of the Clouds               | Remi Wolf                   |
| 3 maggio 2022     | San Francisco         | Stati Uniti   | Bill Graham Civic Auditorium        | Remi Wolf                   |
| 5 maggio 2022     | Los Angeles           | Stati Uniti   | Shrine Auditorium                   | Remi Wolf                   |
| 6 maggio 2022     | Los Angeles           | Stati Uniti   | Shrine Auditorium                   | Remi Wolf                   |
| 7 maggio 2022     | Santa Barbara         | Stati Uniti   | Santa Barbara Bowl                  | Remi Wolf                   |
| Europa            |                       |               |                                     |                             |
| 25 maggio 2022    | Leeds                 | Regno Unito   | O2 Academy                          | Marlon Williams             |
| 26 maggio 2022    | Edimburgo             | Regno Unito   | Usher Hall                          | Marlon Williams             |
| 28 maggio 2022    | Manchester            | Regno Unito   | O2 Victoria Warehouse               | Marlon Williams             |
| 29 maggio 2022    | Coventry              | Regno Unito   | Memorial Park                       | N.D.                        |
| 30 maggio 2022    | Birmingham            | Regno Unito   | O2 Academy                          | Marlon Williams             |
| 1º giugno 2022    | Londra                | Regno Unito   | Roundhouse                          | Marlon Williams             |
| 2 giugno 2022     | Londra                | Regno Unito   | Roundhouse                          | Marlon Williams             |
| 3 giugno 2022     | Londra                | Regno Unito   | Roundhouse                          | Marlon Williams             |
| 5 giugno 2022     | Dublino               | Irlanda       | Royal Hospital Kilmainham           | N.D.                        |
| 7 giugno 2022     | Parigi                | Francia       | Casino de Paris                     | Marlon Williams             |
| 8 giugno 2022     | Amsterdam             | Paesi Bassi   | AFAS Live                           | Marlon Williams             |
| 10 giugno 2022    | Barcellona            | Spagna        | Parc del Fórum                      | N.D.                        |
| 13 giugno 2022    | Zurigo                | Svizzera      | Halle 622                           | Marlon Williams             |
| 14 giugno 2022    | Monaco di Baviera     | Germania      | Zenith                              | Marlon Williams             |
| 16 giugno 2022    | Roma                  | Italia        | Auditorium Parco della Musica       | N.D.                        |
| 17 giugno 2022    | Villafranca di Verona | Italia        | Castello Scaligero                  | Marlon Williams             |
| 18 giugno 2022    | Sebenico              | Croazia       | St. Michael's Fortress              | Marlon Williams             |
| 19 giugno 2022    | Sebenico              | Croazia       | St. Michael's Fortress              | Marlon Williams             |
| 21 giugno 2022    | Colonia               | Germania      | Open-Air-Gelände                    | Marlon Williams             |
| 23 giugno 2022    | Berlino               | Germania      | Verti Music Hall                    | Marlon Williams             |
| 26 giugno 2022    | Pilton                | Regno Unito   | Worthy Farm                         | N.D.                        |
| 28 giugno 2022    | Londra                | Regno Unito   | Alexandra Palace                    | Marlon Williams             |
| 1º luglio 2022    | Oslo                  | Norvegia      | Sentrum Scene                       | Marlon Williams             |
| 3 luglio 2022     | Stoccolma             | Svezia        | Gärdet                              | N.D.                        |
| Nord America      |                       |               |                                     |                             |
| 25 agosto 2022    | Uncasville            | Stati Uniti   | Mohegan Sun Arena                   | Jim-E Stack                 |
| 27 agosto 2022    | Columbus              | Stati Uniti   | The Lawn at CAS                     | N.D.                        |
| 29 agosto 2022    | Washington, D.C.      | Stati Uniti   | The Anthem                          | Jim-E Stack                 |
| 16 settembre 2022 | Los Angeles           | Stati Uniti   | LA State Historic Park              | N.D.                        |
| 17 settembre 2022 | Las Vegas             | Stati Uniti   | Downtown Las Vegas                  | N.D.                        |
| 18 settembre 2022 | Victoria              | Canada        | Royal Athletic Park                 | N.D.                        |
| 1º ottobre 2022   | Columbia              | Stati Uniti   | Merriweather Post Pavillon          | N.D.                        |
| 11 ottobre 2022   | Città del Messico     | Messico       | Pepsi Center WTC                    | Cautious Clay Elsa y Elmar  |
| 12 ottobre 2022   | Città del Messico     | Messico       | Pepsi Center WTC                    | Cautious Clay Elsa y Elmar  |
| 14 ottobre 2022   | Guadalajara           | Messico       | Auditorio Telmex Auditorium         | Cautious Clay Elsa y Elmar  |
| 15 ottobre 2022   | Monterrey             | Messico       | Parque Fundidora Park               | N.D.                        |
| Sud America       |                       |               |                                     |                             |
| 6 novembre 2022   | San Paolo             | Brasile       | Distrito Anhembi                    | N.D.                        |
| 8 novembre 2022   | Rio de Janeiro        | Brasile       | Vivo Rio                            | Japanese Breakfast          |
| 12 novembre 2022  | Santiago del Cile     | Cile          | Parque Bicentenario Cerrillos       | N.D.                        |
| 13 novembre 2022  | Buenos Aires          | Argentina     | Parque de los Niños                 | N.D.                        |
| Oceania           |                       |               |                                     |                             |
| 21 febbraio 2023  | Wellington            | Nuova Zelanda | TSB Arena                           | Fazerdaze Riiki Reid        |
| 22 febbraio 2023  | Wellington            | Nuova Zelanda | TSB Arena                           | Fazerdaze Riiki Reid        |
| 24 febbraio 2023  | Christchurch          | Nuova Zelanda | Christchurch Town Hall              | N.D.                        |
| 25 febbraio 2023  | Christchurch          | Nuova Zelanda | Hagley Park                         | N.D.                        |
| 27 febbraio 2023  | Upper Moutere         | Nuova Zelanda | Neudorf Vineyards                   | Fazerdaze Riiki Reid        |
| 4 marzo 2023      | Auckland              | Nuova Zelanda | The Outer Fields at Western Springs | Fazerdaze Riiki Reid        |
| 8 marzo 2023      | Brisbane              | Australia     | Riverstage                          | Muna                        |
| 10 marzo 2023     | Melbourne             | Australia     | Sidney Myer Music Bowl              | Muna                        |
| 11 marzo 2023     | Melbourne             | Australia     | Sidney Myer Music Bowl              | Muna                        |
| 13 marzo 2023     | Sydney                | Australia     | Aware Super Theatre                 | Muna                        |
| 14 marzo 2023     | Sydney                | Australia     | Aware Super Theatre                 | Muna                        |
| 16 marzo 2023     | Adelaide              | Australia     | Adelaide Oval                       | Muna Stellie                |
| 18 marzo 2023     | Perth                 | Australia     | Belvoir Amphitheatre                | Laura Jean                  |
| 20 aprile 2023    | Hastings              | Nuova Zelanda | Black Barn Vineyards                | Broods Fazerdaze Riiki Reid |
| 21 aprile 2023    | Hastings              | Nuova Zelanda | Black Barn Vineyards                | Broods Fazerdaze Riiki Reid |